# Air Comet
A Air Comet foi uma companhia aérea espanhola, que operou sob o nome Air Plus Comet até fevereiro de 2007, e que pertencia ao grupo Marsans, controlador da Aerolíneas Argentinas e da Air Comet Chile, do Chile.

Em janeiro de 2007, a Air Comet assinou um acordo com o Ministério de Fomento espanhol no sentido de assumir parte das rotas operadas pela falida empresa Air Madrid, passando a voar para Santiago do Chile, Buenos Aires, Bogotá, Lima, Guaiaquil, Quito, San José, Cidade do Panamá e Santa Cruz de la Sierra, bem como para Bucareste, no leste europeu.
Em 6 de novembro de 2009, um avião dessa companhia foi impedido de sobrevoar o espaço aéreo brasileiro, por não ter autorização de voo. Essa autorização de voo, AVODAC, não foi concedida por falta de pagamento de tarifas aeroportuárias .

## Frota

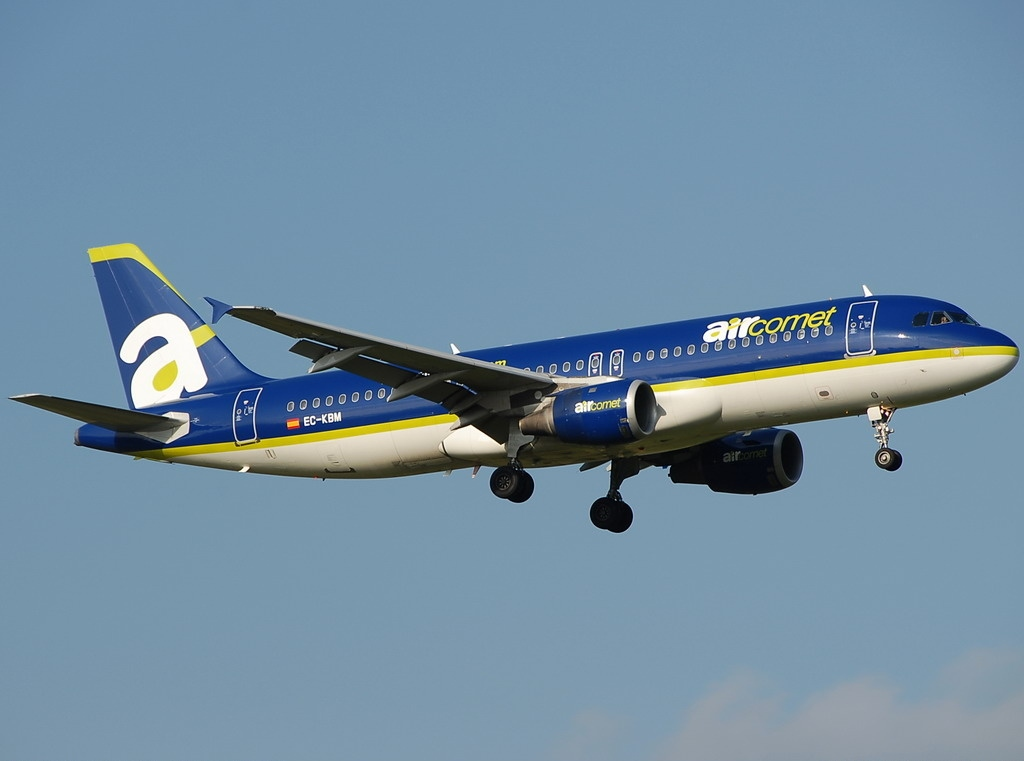
Airbus A320 da Air Comet.

A frota era baseada no Aeroporto Internacional de Barajas, em Madrid, e fazia conexões desta cidade para Londres, Paris, Nova York, Puerto Plata, Cancún, Santo Domingo, Havana e Roma, empregando os aviões seguintes:
Em 2009.
- 3 Airbus A320
- 4 Airbus A330
- 2 Airbus A340

## Falência
No dia 22 de dezembro de 2009, o Ministério do Fomento da Espanha informou, por meio de comunicado, que a Agencia Estatal de Segurança Aérea baixou uma resolução suspendendo a licença de operação da companhia. A medida prejudicou milhares de pessoas que haviam comprado passagens. O governo espanhol calcula cerca de sete mil afetados, mas as agências de viagens elevam o número para 70 mil, de acordo com o jornal El País. Entre eles, estariam 1,5 mil brasileiros, segundo estimativa da Federação Espanhola de Associações de Agências de Viagens, que contabiliza a emissão de passagens.
Em uma resposta de emergência, o governo espanhol se comprometeu em fretar aviões e tentar encaixar a maioria dos passageiros em voos de outras companhias locais, como a Iberia e a Air Europa.
O Ministério do Fomento informou que a companhia contraiu uma dívida que supera R$ 100 milhões, incluindo os salários atrasados de seus 640 funcionários, que não recebem há seis meses. O governo justificou a suspensão da licença porque a empresa não tinha dinheiro para pagar sequer o combustível das aeronaves.